# STS-95
是历史上第九十一次航天飞机任务，也是發現號太空梭的第二十五次太空飞行。

## 任务成员
- 柯提斯·布朗（Curtis Brown，曾执行、以及任务），指令长
- 斯蒂文·林赛（Steven W. Lindsey，曾执行、以及任务），飞行员
- 斯科特·帕拉金斯基（Scott E. Parazynski，曾执行、以及任务），任务专家
- 斯蒂芬·罗宾逊（Stephen Robinson，曾执行、以及任务），任务专家
- 佩德罗·杜克（Pedro Duque，西班牙宇航员，曾执行、联盟TMA-3以及联盟TMA-2任务），任务专家
- 向井千秋（Chiaki Mukai，日本宇航员，曾执行以及任务），有效载荷专家
- 约翰·格伦（John Glenn，曾执行水星-大力神6号以及任务），有效载荷专家